# Anatolij Rożdiestwienski
Anatolij Konstantinowicz Rożdiestwienski, ros. Анатолий Константинович Рождественский (ur. 21 marca 1920 w Znamience, zm. w lipcu 1983) – radziecki paleontolog. 

## Życiorys
Urodził się w 1920 roku we wsi Znamienka w obwódzie tambowskim. Ukończył studia na Wydziale Geologii Uniwersytetu Moskiewskiego w 1943 roku. W Instytucie Paleontologii Radzieckiej Akademii Nauk od 1943 do 1980 roku, w latach 1958–1962 zastępca kierownika wyprawy paleontologicznej do Chin, kierownik wyprawy paleontologicznej do Mongolii w latach 1947–1950. Autor ponad 100 publikacji, w tym sześciu monografii i wydawnictw popularnonaukowych.